# Eurosport
Eurosport — сеть спортивных телевизионных каналов, принадлежащая и управляемая американской медиа-компанией Warner Bros. Discovery. Eurosport впервые был запущен на европейских спутниках 5 февраля 1989 года как часть каналов British Sky Broadcasting. В 1991 году новым владельцем Eurosport стала французская TF1 Group. 21 декабря 2012 года Discovery приобрела 20 % акций у TF1 Group за €170 млн ($221,6 млн). 21 января 2014 года Discovery увеличил свою долю до 51 % акций, став основным акционером предприятия, а в июле 2015 года выкупил за €491 млн оставшиеся акции, чтобы стать единственным акционером.
Eurosport владеет обширным портфелем эксклюзивных прав на телетрансляцию многих видов спорта и позиционирует себя как «дом тенниса, снукера, зимних видов спорта и велоспорта», как правило, не претендуя на премиальные права, такие, как права на показ матчей ведущих футбольных лиг. Тем не менее, в 2015 году компания получила права на трансляцию Олимпийских игр с 2018 года для большей части Европы и с 2022 года для Великобритании и Франции на сумму €1,3 млрд евро (£922 млн). Компания осуществляет трансляции спортивных событий по многим рынкам, используя невидимых комментаторов, а не телевизионных ведущих, так что один и тот же репортаж может транслироваться на нескольких языках при одновременном снижении производственных затрат.
В 2016 году Eurosport также расширил своё соглашение с The All England Club, чтобы показать все матчи Уимблдона вживую в 16 странах. Это трёхлетнее соглашение, которое включает в себя эксклюзивные телевизионные и цифровые права. Тем самым Eurosport расширил свой портфель теннисных трансляций и может показывать все четыре турнира Большого шлема.
Сеть каналов Eurosport доступна в 75 странах на 20 различных языках. По собственным данным у сети 236 миллионов подписчиков в 94 странах.
В феврале 2017 года Discovery запустил канал в Индии под брендом DSport. Канал доступен на различных платформах в каналах SD и HD.

## История

### Создание и руководство компанией Sky
До создания Eurosport Европейский вещательный союз приобретал значительные объёмы прав на спортивные трансляции, однако его члены могли транслировать лишь часть из них. Это послужило стимулом для создания консорциума Eurosport, состоящего из 16 членов союза. 5 мая 1988 года они подписали соглашение и договорились о появлении нового спортивного канала. Eurosport получил от EBU права на показ спортивных событий, которые в разных странах не транслировались в полном объеме. Коммерческим партнёром консорциума стала компания Sky Television plc.
5 февраля 1989 года Eurosport начал вещание для абонентов SkyTV. Трансляция Eurosport осуществлялась с помощью люксембургского спутника Astra 1А (канал был одним из первых, который воспользовался этой частотой), а также в системе аналогового цветного телевидения PAL.
Первым показанным спортивным событием в 18:00 по лондонскому времени (19:00 по среднеевропейскому) стал теннисный матч Швеция — Италия в первом раунде Кубка Дэвиса. У телеканала не было круглосуточного вещания, поэтому с 0:00 по 18:00 следующего дня в эфире шли повторы предыдущих суток.
В европейских кабельных сетях Eurosport заменил Sky Channel, в то время как основной канал холдинга переориентировался на вещание на британскую и ирландскую аудитории. Но программы Sky Channel по-прежнему выходили на частоте Eurosport перед стартом оригинального блока в 18:00 под брендом Sky Europe. За первый месяц вещания на канале прошли прямые трансляции таких турниров, как World Match play по снукеру, чемпионат Европы по фигурному катанию, чемпионат мира по бобслею. Вещание велось на трёх языках — английском, немецком и голландском.

### Переход под контроль TF1 Group
В январе 1991 года холдинг News International выставил на продажу принадлежащие им 50 % акций Eurosport.
В мае 1991 года Eurosport был временно закрыт после того, как конкурирующий канал Screensport подал жалобу в Европейскую комиссию по поводу корпоративной структуры. Однако канал был сохранён, после того как новым владельцем стал французский медиахолдинг Groupe TF1. Перерыв в вещания телеканала в результате перехода от одного собственника к другому составил 10 дней — эфир возобновился 21 мая 1991 года.
В январе 1993 года телеканал Screensport обратился к TF1 Group с предложением о слиянии с Eurosport. Объединение компаний случилось 1 марта 1993 года под общим брендом Eurosport. Тогда же в управление Eurosport вошли бывшие собственники Screensport — французская Groupe Canal+ и американская ESPN.
В 1999 году Eurosport открыл собственный сайт — Eurosport.com. На нем были представлены последние результаты, новости, колонки, а также важные моменты спортивных событий.
19 мая 2000 года TF1 и Canal+ выкупили долю у ESPN за 155 миллионов долларов. 33 % акций Eurosport компании разделили между собой в равных долях.
1 сентября 2000 года появился информационный спортивный телеканал — Eurosport News, использовавшим для передачи сигнала интернет-данные.
В январе 2001 года Eurosport полностью перешёл в собственность Groupe TF1. В ходе сделки холдинг выкупил 49,5 % акций канала у Canal+ за 345 миллионов долларов.
10 января 2005 года компания запустила второй телеканал — Eurosport 2. Его позиционировали как частоту для более молодых зрителей, поэтому на E2 шли прямые трансляции серфинга, волейбола, баскетбола, гандбольной Лиги чемпионов и матчей по австралийскому футболу.
В 2007 году Eurosport запустил Eurosport Events — специальное подразделение, которое отвечает за организацию, управление и продвижение ключевых международных спортивных событий, включая производство телевизионной картинки, медиаправа, дистрибуцию и продажу маркетинговых прав. С момента создания Eurosport Events вовлечено в развитие международных мотоспортивных серий, таких как чемпионат мира среди легковых автомобилей, чемпионат Европы по раллии Мировая серия гонок на выносливость. Также подразделение сотрудничает с сериями соревнований по конному спорту.
В 2007 году Yahoo! Europe и Eurosport создали совместный веб-сайт, который Eurosport использовал в качестве своего веб-портала, в том числе онлайн-телепрограмму, в Великобритании, Ирландии, Испании, Италии и Германии.
25 мая 2008 года компания запустила в эфир телеканал в разрешении высокой четкости — Eurosport HD. Первым спортивным событием, которое показал вещатель, был Открытый чемпионат Франции по теннису.
В 2008 году Eurosport запустил онлайн-сервис подписки Eurosport Player, который позволяет пользователям Интернета смотреть в прямом эфире каналы Eurosport и Eurosport 2, а также дополнительные материалы, недоступные через эфирную трансляцию. Так, во время Открытого чемпионата Австралии по теннису 2009 года Eurosport Player предлагал трансляции с пяти кортов.
В апреле 2010 года Eurosport в сотрудничестве с компанией Panasonic запустил Eurosport 3D и показал матчи «Ролан Гаррос» в трёхмерном изображении.
5 апреля 2011 года Eurosport провёл ребрендинг своего канала. Ребрендинг включил шесть новых радиопередач, а также новый логотип и стиль презентации как в эфире, так и вне эфира. Новый эфирный стиль был разработан парижской дизайнерской компанией Les Télécréateurs. Все локализованные каналы Eurosport и веб-сайт Eurosport приняли новую идентичность.
Eurosport, который был одним из первых каналов, транслировавшихся группой спутников Astra 1, был последним каналом в Европе, транслировавшимся в аналоговом формате. 30 апреля 2012 года, вскоре после 03:00 по центральноевропейскому времени, остальные оставшиеся аналоговые каналы на 19.2 восточной долготы прекратили передачу. Аналоговый канал Eurosport окончательно прекратил передачу 1 мая 2012 года в 01:30 CET, что ознаменовало конец эры в европейском спутниковом вещании.

### Переход под контроль Discovery

Логотип Eurosport с 2001 по 2011 годы

Логотип Eurosport с 2011 по 2015 годы, введён как часть ребрендинга, проведённого Les Télécréateurs.

13 декабря 2012 года холдинг Discovery Communications приобрёл 20 % акций Eurosport у TF1 Group за € 170 млн.
21 января 2014 года Discovery увеличил свою долю до 51 % акций, став основным акционером предприятия, а в июле 2015 года выкупил за €491 млн оставшиеся акции, и стал единственным акционером.
13 ноября 2015 года Eurosport провёл самый масштабный ребрендинг за всю историю канала. Впервые при создании нового логотипа отказались от круга из 12 звезд, который присутствовал на всех предыдущих эмблемах, а телеканал Eurosport был переименован в Eurosport 1.

### История вещания в России
Официальное вещание Eurosport в России началось в июле 1995 года, с появлением первых репортажей на русском языке. Локализацией трансляций занимался местный филиал американской компании Metromedia International Telecommuniсations Inc. В январе 1996 года Eurosport расширил охват приёма сигнала с территории Москвы до шести городов России. Тогда же появился постоянный блок с русской озвучкой. В будни местные комментаторы проводили собственные репортажи в среднем по семь часов в день, в выходные локальный блок стартовал в 10:00-11:00 и превышал в среднем 8,5 часов. Первым русским комментатором Eurosport стал известный теннисный теле- и радиожурналист Борис Боровский.
До марта 1999 года единственным оператором платного телевидения, у кого в пакете был Eurosport, оставался «Космос-ТВ», также принадлежащий Metromedia International Telecommuniсations Inc. 5 марта 1999 года Eurosport вместе с ещё девятью телекомпаниями вошёл в базовый пакет спутникового оператора «НТВ-Плюс». Российским официальным дистрибьютором канала с того же момента и до мая 2006 года являлся московский филиал компании Zone Vision
С 1 мая 2006 года новым партнёром, распространителем и коммерческим агентом Eurosport в России (и ещё девяти странах бывшего СССР) стала компания «Аскон».
В 1990-х—2000-х годах телеканал транслировал такие значимые турниры, как чемпионаты мира и Европы по футболу, чемпионат мира по хоккею с шайбой, Кубок УЕФА, «Формула-1», мужские и женские теннисные турниры, а также финалы футбольного Кубка Испании. Со временем все эти трансляции были выведены из эфира телеканала по разным причинам.
После приобретения Discovery Communications акций Eurosport Group, лицензии на вещание каналов Eurosport в России перешли к ООО «Дискавери Коммьюникейшнс». В августе 2015 года после принятия в России закона об ограничении иностранных инвестиций в медиа у Eurosport снова сменился коммерческий партнёр. Им стало совместное предприятие Discovery Network и «Национальной Медиа Группы» «Медиа Альянс» — бывший «Дискавери Холдингс», владевший 51 % «Дискавери Коммьюникейшнс». Держателем 80 % акций новой компании стала «Национальная Медиа Группа».
9 марта 2022 года из-за российского вторжения на Украину Discovery прекратила вещание своих 15 телеканалов в России. Eurosport Russia и сайт Eurosport.ru были закрыты, при этом вещание телеканала для стран бывшего СССР было сохранено. С 16 апреля 2022 года на телеканалах были возобновлены русскоязычные комментарии к свежим трансляциям. При этом, ввиду закрытия «Медиа Альянса», все оставшиеся в штате комментаторы, генеральный продюсер и технический специалист работают у себя дома, получая зарплату в евро из Турции, куда уходит сигнал с аудиодорожкой.

## Каналы

### Eurosport 1

Логотип Eurosport 1 с ноября 2015 года

Eurosport 1 (до 12 ноября 2015 года — Eurosport) — основной канал холдинга Eurosport, осуществляющий вещание с момента основания телекомпании, 5 февраля 1989 года. Канал доступен в 73 странах и в 21 языковой версии. Он ориентирован на трансляции европейских и международных спортивных событий.
В Европе Eurosport 1 обычно доступен в базовых пакетах кабельного и спутникового телевидения. С 1999 года Eurosport 1 наряду со стандартизированной версией канала (Eurosport International на английском языке), также предлагает версии для отдельных регионов. Локальные версии канала Eurosport 1 транслируются во Франции, Великобритании, Италии, Германии, Польше, Северном регионе, Бенилюксе и АТР. Эти каналы предлагают больше спортивного контента с местными спортивными мероприятиями, а также с использованием существующих общеевропейских каналов. Единственной версией Eurosport, которую можно смотреть бесплатно, а не в кабельных и спутниковых сетях, остаётся Eurosport Germany.
В настоящее время Eurosport 1 вещает на двадцати одном языке: английском, французском, немецком, итальянском, испанском, португальском, нидерландском, шведском, норвежском, датском, финском, исландском, русском, польском, чешском, венгерском, румынском, болгарском, сербском, греческом, турецком, кантонский и хорватском.
На территориях Азиатско-Тихоокеанского региона Eurosport предлагает канал для этого региона, Eurosport (Asia-Pacific), запущенный 15 ноября 2009 года. Услуга доступна в Австралии через местных вещателей Foxtel, Optus и TransACT. 3 ноября 2014 года на Foxtel была запущена одновременная трансляция в стандарте HDTV.
25 мая 2008 года была запущена версия Eurosport в формате высокой чёткости. Первым событием, показанным в HD, стал Открытый чемпионат Франции 2008 года. 13 ноября 2015 года сменил название на Eurosport 1 HD.

### Eurosport 2

Логотип Eurosport 2 с ноября 2015 года

Дополнительный канал, показывающий больше спортивных событий в прямом эфире, программ и новостей. Eurosport 2 запущен 10 января 2005 года и в настоящее время доступен в 35 странах на 17 различных языках: английском, шведском, французском, итальянском, немецком, греческом, венгерском, русском, болгарском, польском, португальском, румынском, сербском, турецком, чешском, датском, голландском, испанском и хорватском.
Eurosport 2 самопровозглашает себя «спортивным каналом нового поколения», посвящённым командным и альтернативным видам спорта, открытиям и развлечениям, включая баскетбол (например, итальянская Серия А), Twenty20 (крикет), Бундеслига, североамериканская Национальная лига лакросса, Американский футбол в закрытых помещениях Arena, серфинг, Лига чемпионов ЕКВ, австралийский футбол, Чемпионат мира по хоккею с мячом и многое другое. В Дании Eurosport 2 транслировался как Eurosport DK, но с 15 февраля 2016 года этот канал был заменён на Eurosport 2.
Также доступна версия канала высокой четкости — Eurosport 2 HD. В обозримом будущем предполагается запустить Eurosport 2 в Азиатско-Тихоокеанском регионе.
Eurosport 2 HD Xtra — немецкий канал платного телевидения, запущенный в 2017 году. Eurosport приобрёл права показа только для Германии матчей Бундеслиги, соревнований Супермото и других. Eurosport 2 не имеет сигнала только на немецком языке, а Eurosport 1 бесплатен, поэтому нужен был новый канал.

### Eurosport HD
Eurosport HD — спортивный телеканал холдинга Eurosport, вещающий в разрешении высокой четкости. Он был запущен 25 мая 2008 года, первым показанным турниром стал Открытый чемпионат Франции по теннису.
13 ноября 2015 года после ребрендинга всех каналов Eurosport HD получил название Eurosport 1 HD и начал ретрансляцию событий SD-канала в формате высокой чёткости. Eurosport 2 HD, запущенный в августе 2009 года, сейчас также показывает трансляции в более качественном формате изображения.

### Eurosport 4K
Eurosport 4K — спортивный телеканал холдинга Eurosport, вещающий в разрешении ультравысокой четкости (UltraHD). Discovery Communications объявил о запуске 4K-версии 22 мая 2018 года и сообщил, что покажет в этом формате матчи Открытого чемпионата Франции по теннису. Канал доступен в пакетах британских SkyQ и VirginTV, немецкого HD+, испанского Orange и французского Canal+. Старт вещания совпал с началом турнира «Ролан Гаррос» — 27 мая 2018 года.
В России Eurosport 4K начал вещание в июле 2018 года на платформе спутникового оператора «Триколор ТВ», а с августа стал доступен абонентам «МТС ТВ».

### Eurosport Gold
Eurosport Gold Russia — премиальный спортивный телеканал холдинга Eurosport, вещавший на территории России со 2 октября 2017 года.
5 октября «Ростелеком» объявил об эксклюзивном показе канала Eurosport Gold для своих абонентов. Этот канал стал единоличным вещателем матчей Национальной хоккейной лиги в России.
Помимо НХЛ Eurosport Gold показывал другие трансляции холдинга, в частности, Кубок Италии по футболу, теннисные турниры «Большого шлема», серию «Гран-при» по фигурному катанию и снукер. После завершения контракта с НХЛ в 2019 году Eurosport заключил эксклюзивное четырёхлетнее соглашение о трансляциях матчей WTA.
9 марта 2022 года телеканал был закрыт.

### DSport
DSport — индийская версия канала, запущенного в феврале 2017 года. Во время запуска он был доступен на основных платформах спутникового и кабельного телевидения по всей Индии. Основным видом канала с самого начала не планировался крикетом. Текущее предложение от канала будет включать в себя менее популярный в Индии футбол, Индийская премьер-лига по крикету, борьба, гольф, автоспорт, скачки, велоспорт и регби. Канал доступен только в формате высокой чёткости. Тем не менее, некоторые операторы представляют версию стандартной чёткости. По состоянию на 2018 год DSport доступен более 110 миллионам домохозяйств в Индии.
Eurosport EPL Romania
Eurosport EPL Romania — канал, принадлежащий Eurosport, который транслирует матчи Английской Премьер-лиги в Румынии. Он получил права на трансляцию сезона Премьер-лиги сезона 2013/2014 годов.
Eurosport Gold Russia
Eurosport Gold Russia — канал, принадлежащий Eurosport, транслирующий игры Национальной хоккейной лиги в России. Он получил права на трансляцию сезона НХЛ с 2017 по 2018 год.

### Упразднённые каналы
British Eurosport (1999—2015)
British Eurosport был запущен в 1999 году, заменив в Великобритании Eurosport International на большинстве платформ с некоторыми изменениями в расписании и местными комментариями. Запуск British Eurosport и создание программ специально для Великобритании изначально финансировалось Premium TV, которая не имело доли в спортивном канале, но получала долю дохода. British Eurosport вёл в прямом эфире студийные презентации крупных спортивных мероприятий и турниров, среди которых были итальянская футбольная Серия А, чемпионаты Европы по футболу, турниры К-1, турниры «Большого шлема», соревнования по снукеру, фигурному катанию, прыжкам на лыжах с трамплина и полётам на лыжах, «Тур де Франс».
10 февраля 2009 года British Eurosport начал транслировать большую часть своих программ в широкоэкранном формате 16:9. После краха Setanta Sports к британскому Eurosport вернулись права на показ сезон 2009 года в USPGA Golf.
25 июля 2012 года был запущен British Eurosport HD на платформах Sky, UPC Ireland и Virgin Media, заменив в Великобритании и Ирландии общеевропейскую версию Eurosport HD. Несмотря на то, что Ирландия не находится в Великобритании, ирландские зрители смотрят британскую версию Eurosport. 3 сентября 2012 года был запущен British Eurosport 2 HD на платформе Sky. Virgin Media также представила Eurosport 3D для трансляции Открытых чемпионатов Франции 2011 и 2012 годов и Летних Олимпийских игр 2012 года. UPC Ирландия транслировала Eurosport 3D для Открытого чемпионата Франции 2011 года. На протяжении всей летней Олимпиады 2012 года Eurosport 3D также транслировалась на канале Sky 3D.
13 ноября 2015 года British Eurosport изменил свои названия на Eurosport 1 и Eurosport 1 HD.
Eurosport 3D
В апреле 2010 года был запущен Eurosport 3D, но транслировался только во время некоторых мероприятий, таких как Открытый чемпионат Франции по теннису и Летних Олимпийских игр 2012 года.
Eurosport DK (2015—2016)
Eurosport DK — датский телеканал, принадлежавший Discovery Networks в Северной Европе. Канал заменил Canal 8 Sport и Eurosport 2 в Дании 1 июля 2015 года. 28 мая 2015 года Discovery объявил, что объединяет Canal 8 Sport и Eurosport 2 с Eurosport DK в Дании. 15 февраля 2016 года канал был заменён на Eurosport 2.
Eurosport 3, Eurosport 4, Eurosport 5
Eurosport 3, Eurosport 4 и Eurosport 5 (и их HD-эквиваленты) были дополнительными каналами, созданными для трансляции зимних Олимпийских игр 2018 года в прямом эфире.
Eurosport News

Логотип Eurosport News с ноября 2015 года.

Логотип Eurosport Events с ноября 2015 года.

Eurosport News — спортивный новостной канал, запущенный 1 сентября 2000 года, показывает прямые трансляции, основные события, последние новости и комментарии. Сервис объединяет видео, текст и графику с экраном, разделённым на 4 секции: видеосекция, которая отображает основные моменты и новостные бюллетени, секция последних новостей в нижней части и секция оценки, которая дает углублённый анализ результатов и игровую статистику.

## Права на трансляции

### Общеевропейские права
Eurosport обладает континентальными медиаправами на показ теннисных турниров из серии «Большого шлема» — открытых чемпионатов Австралии и Франции. Контракты на трансляции матчей из Мельбурна и Парижа заканчиваются в 2021 году. Но руководство «Ролан Гаррос» 25 июля 2019 года объявило о досрочном прекращении соглашения по внутренним правам на территории Франции и передало их на три года France Televisions и Amazon. В остальных странах «Ролан Гаррос» остается в эфире панъевропейской и локальной версий Eurosport.
Eurosport также транслирует US Open в 52 странах вещания, за исключением Великобритании и Ирландии. Соглашение с Ассоциацией тенниса США действует до 2022 года. В июне 2016 года телекомпания приобрела права на показ Уимблдонского турнира в девяти странах (в том числе и в Великобритании), а в августе того же года расширила зону распространения прав ещё на 16 территорий. В марте 2017 года к ним добавились ещё восемь стран восточной Европы и Азии. Таким образом, все турниры «Большого шлема» доступны в эфире Eurosport в 33 государствах.
Eurosport также транслирует три главные мировые веломногодневки. Права на «Тур де Франс» (за исключением Франции) и «Вуэльту» действуют до 2025 года, на «Джиро д’Италия» — до 2020 года. Всего Eurosport владеет пакетом из 100 соревнований различных дисциплин из мира велоспорта.
С 2003 года Eurosport регулярно транслирует чемпионат мира по снукеру. В 2016 году компания подписала соглашение до 2026 года с World Snooker на показ самых престижных турниров мирового снукерного тура, в том числе и чемпионаты мира. Матчи эксклюзивно доступны на всей территории Европы, за исключением World Championship, Masters, UK Championship и Welsh Open, которые в Великобритании идут также в эфире BBC.
C 1989 года Eurosport транслирует Кубки мира по зимним видам спорта FIS — лыжные гонки, прыжки на лыжах с трамплина, лыжное двоеборье, фристайл и сноуборд. Также с 1993 года телеканал сотрудничает с Международным союзом биатлонистов (IBU).
Eurosport остаётся эксклюзивным бродкастером ралли «Дакар». С 2008 года канал показывает автогонки «24 часа Ле-Мана». В 2019 году освещение этого события расширилось до 38 часов эксклюзивного контента в телеэфире и на OTT-платформе Eurosport Player за счет трансляций свободных практик, квалификации и итогового обзора гонки.
29 июня 2015 года Международный олимпийский комитет объявил о продаже прав на трансляции Олимпийских игр на срок с 2018 по 2024 гг. холдингу Discovery Communications и Eurosport. Трансляции рассчитаны на все страны Европы, за исключением России. Во Франции и Великобритании права вступят в силу лишь в 2022 году, поскольку на этих территориях МОК ранее реализовал необходимые телевизионные пакеты.
В 2019 году Eurosport стал вещателем Международной плавательной лиги и обладает двухлетними правами на эксклюзив в Европе и цифровыми правами во всем мире (за исключением США и Австралии).
Канал подписал соглашение до 2027 года на показ чемпионата Великобритании по супербайку.
В 2020 году Eurosport продлил контракт с Международной федерацией студенческого спорта на трансляции летних и зимних Универсиад до 2023 года включительно.

### Локальные права в России
Местные версии Eurosport закупают для территорий вещания отдельные соревнования, которые идут в эфир только в их странах и не попадают в сетку общеевропейской версии.
Впервые от сетки Eurosport International в России отклонились весной 2016 года, когда был показан турнир Masters по гольфу.
В дальнейшем в эфире эксклюзивно транслировались теннисный турнир «Уимблдон» (2016—2023), матчи НХЛ (2016—2019), английский футбольный Чемпионшип и Кубок Лиги (2016—2018), матчи мужского теннисного ATP Tour (2018—2021), матчи WTA (2020— сентябрь 2021).

## Сервис Eurosport Player
В 2008 году Eurosport запустил стриминговый онлайн-сервис Eurosport Player для просмотра спортивных трансляций, работающий по подписной модели и доступный для использования на PC и Mac. Приложение предоставляло пользователям доступ к эфирам телеканалов Eurosport, Eurosport 2 и Eurosport News, а также к спортивным событиям, на которые у холдинга были медиаправа, но которые не проходили в сетку линейных каналов.
Сервис давал доступ к прямым трансляциям с пяти кортов, записи уже прошедших матчей (архив хранился семь дней с момента окончания игры) и репортажам комментаторов на 15 различных языках. Одновременный прямой эфир с нескольких площадок был доступен только с интершумом с ведением статистики на экране на английском языке. В Eurosport Player не было ограничения по геоблоку.
В декабре 2011 года вышло приложение Eurosport Player для операционной системы iOS, в июне 2012 года — для Android. В дальнейшем, появились приложения для Amazon Kindle Fire, для Smart TV от Panasonic и LG.
9 августа 2017 года в России и других странах Европы произошел перезапуск Eurosport Player. В настоящее время OTT-сервис интегрирован во все локальные языковые версии Eurosport.com (в том числе и в российский Eurosport.ru) и доступен на главных страницах этих сайтов.

## Новостной портал Eurosport

### Eurosport.com
В январе 1999 года Eurosport запустил спортивный новостной портал — Eurosport.com. На нём, помимо программы передач телеканала, редакция размещала новости спорта, колонки и мнения. В сентябре 1999 года появилась версия на немецком языке — Eurosport.de.
14 сентября 2000 года холдинг открыл WAP-версию ресурса — wap.eurosport.com. К этому моменту в Европе функционируют версии сайта на шести языках — английском, немецком, французском, итальянском, испанском и шведском.
В феврале 2007 года Eurosport объявил о создании совместного новостного спортивного сайта с Yahoo. Eurosport предоставил Yahoo весь редакционный контент (в частности, новости, материалы и колонки), при этом Yahoo отвечал за создание сообщества и обмен пользователями собственного контента, например, фотографиями через сервис Flickr. Сайт был запущен 21 мая 2007 года и содержал в себе четыре языковые версии — английскую, немецкую, итальянскую и испанскую.

### Eurosport.ru
Русская версия сайта была запущена 7 февраля 2006 года. Первым главным редактором стал Андрей Усенко. В 2011 году его заменил Илья Минский. В 2013 году главредом стал Игорь Зеленицын, в 2016 году — Максим Акманцев.
По данным LiveInternet, Eurosport.ru входил в десятку самых популярных спортивных сайтов России.
9 марта 2022 года сайт был закрыт.

## Спортивные события

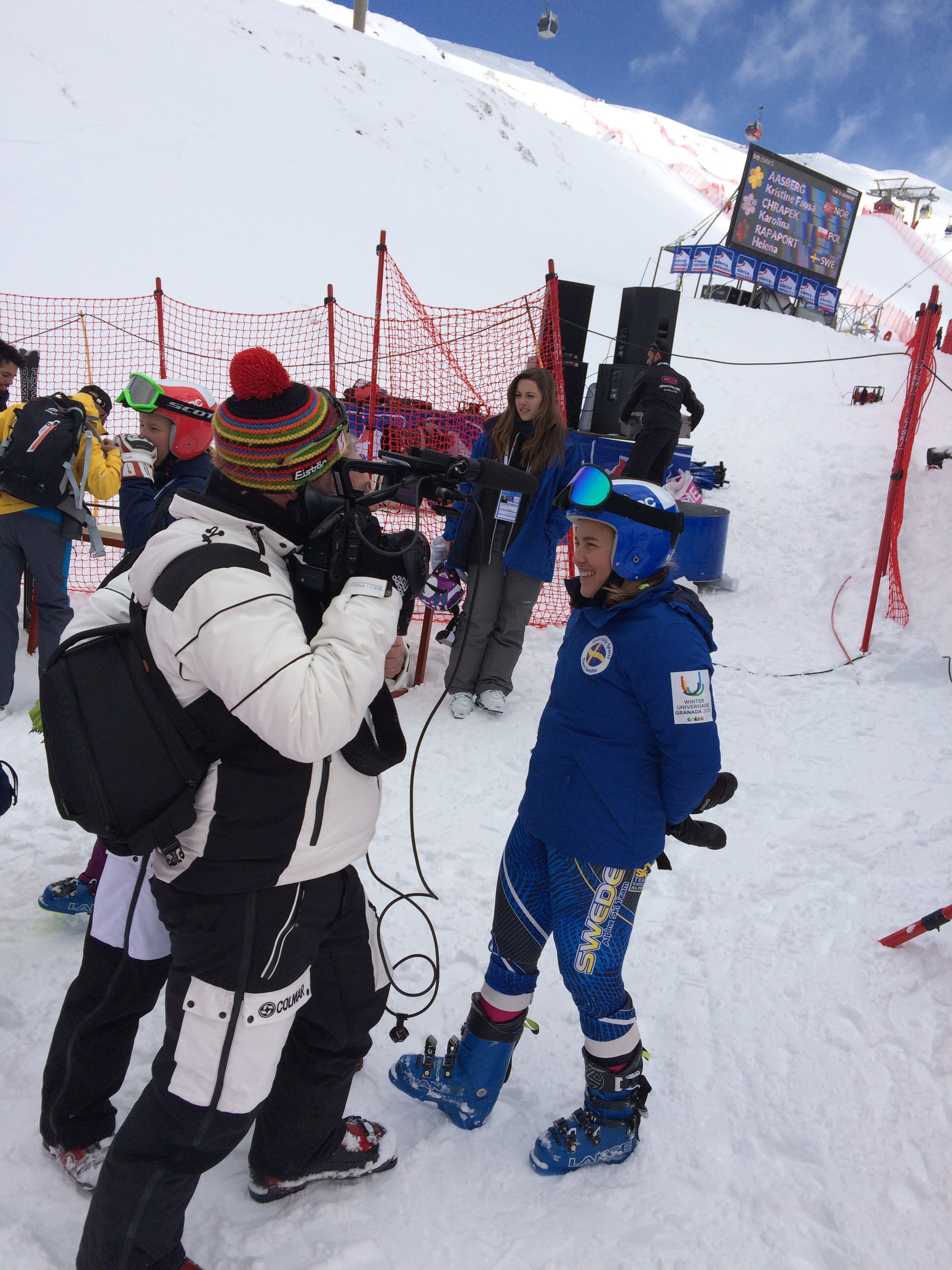
Сотрудники Eurosport берут интервью на соревнованиях по горнолыжному спорту на Зимней Универсиаде 2015

Eurosport осуществляет трансляции различных европейских и международных спортивных мероприятий. Он транслирует различные спортивные мероприятия в каждом регионе. Среди них несколько футбольных соревнований:
- Бундеслига (только для Балканского полуострова, стран Балтии, Германии, Австрии, Лихтенштейна и Швейцарии)
- Премьер-лига (только для Румынии и Дании)
- Английская футбольная лига (только для Норвегии и Испании)
- Кубок АФЛ (только для Дании и Норвегии)
- Кубок Франции (только для Франции)
- Экстракласса (кроме Германии, Великобритании и Ирландии)
- Лига Наций УЕФА (только для Дании)
- Лига Европы УЕФА (только для Дании и Швеции)
- Чемпионат УЕФА среди женщин
- Лига чемпионов УЕФА среди женщин
- Высшая лига футбола (кроме Великобритании и Ирландии)
- Кубок африканских наций (кроме Франции)
- Кубок Азии по футболу
- а также молодёжный чемпионат мира по футболу, женский чемпионат мира по футболу, Кубок мира по пляжному футболу и Кубок мира по футзалу

Помимо вышеперечисленных Eurosport транслирует ралли Париж-Дакар, ралли Монте-Карло, соревнования по лёгкой атлетике, такие как чемпионаты мира и Европы по легкой атлетике, велосипедные соревнования, такие как «Тур де Франс», «Джиро д'Италия» (кроме Франции) и «Вуэльта», теннисные мероприятия, в том числе «Ролан Гаррос», Australian Open, Уимблдон (31 европейская территория), US Open, чемпионат мира по снукеру, матчи НХЛ (только для России), World Boxing Super Series (только для Испании), а также такие виды спорта как катание на коньках и серфинг.
В июне 2015 года было объявлено, что Eurosport обеспечил общеевропейские права (кроме России) на зимние и летние Олимпийские игры в период с 2018 по 2024 год.
В июле 2017 года Eurosport приобрёл внутренние и международные права на показ игр итальянской баскетбольной лиги Серия A с 2017 по 2020 год. Eurosport является новым владельцем прав на платные телетрансляции, международные и интернет-права. Eurosport также имеет права на трансляцию матчей Суперкубка Италии по баскетболу и Кубка Италии по баскетболу.
В октябре 2018 года Eurosport достиг соглашения с World Boxing Super Series о приобретении прав на эксклюзивную трансляцию соревнования в Испании.
В октябре 2018 года Eurosport заключил трёхлетнюю сделку на показ основных событий British Darts Organisation: Чемпионат мира по дартсу, World Masters и World Trophy.
В январе 2019 года было объявлено, что Eurosport покажет 39 теннисных турниров ATP, включая финалы в России в течение 3 лет.

### Автоспорт
Eurosport Events (ранее известная как KSO Kigema Sports Organization Ltd), подразделение по управлению, продвижению и производству спортивных трансляций группы Eurosport, занимается продвижением соревнований FIA: Чемпионат мира среди легковых автомобилей (WTCC), Кубок Европы среди легковых автомобилей и Чемпионат Европы по ралли. Eurosport Events также выступил организатором гоночной серии Intercontinental Rally Challenge.
С 2008 года Eurosport Group также транслирует ежегодные соревнования «24 часа Ле-Мана» в полном объёме.
Eurosport транслирует MotoGP и Чемпионат мира среди супербайков на различные страны, включая Нидерланды, Бельгию, Румынию, Францию и Германию.
29 сентября 2015 года Eurosport приобрела права на показ автогонок «Формулы-1» в Португалии в период с 2016 по 2018 год.

### Футбол
Специфичные для региона события отмечены в таблице ниже флагом, указывающим страну, в которой они транслируются. Если флаг отсутствует, трансляция является мультитерриториальной.
| Турнир                                            | Регион | Детали                                       |
| ------------------------------------------------- | --- | -------------------------------------------- |
| Чемпионат мира по футболу среди женщин            | Албания · Андорра · Армения · Австрия · Беларусь · Бельгия · Босния и Герцеговина · Болгария · Хорватия · Республика Кипр · Чехия · Дания · Эстония · Финляндия · Франция · Грузия · Германия · Греция · Венгрия · Исландия · Ирландия · Израиль · Италия · Казахстан · Республика Косово · Латвия · Лихтенштейн · Литва · Люксембург · Мальта · Молдова · Нидерланды · Норвегия · Польша · Португалия · Румыния · Россия · Сан-Марино · Сербия · Словакия · Словения · Испания · Швеция · Швейцария · Турция · Украина · Великобритания                                 | Все матчи в прямом эфире в 2015 году         |
| Молодёжный чемпионат мира по футболу              | Албания · Андорра · Армения · Австрия · Беларусь · Бельгия · Босния и Герцеговина · Болгария · Хорватия · Республика Кипр · Чехия · Дания · Эстония · Финляндия · Франция · Грузия · Германия · Греция · Венгрия · Исландия · Ирландия · Израиль · Италия · Казахстан · Республика Косово · Латвия · Лихтенштейн · Литва · Люксембург · Мальта · Молдова · Нидерланды · Норвегия · Польша · Португалия · Румыния · Россия · Сан-Марино · Сербия · Словакия · Словения · Испания · Швеция · Швейцария · Турция · Украина · Великобритания                                 | До 2016                                      |
| Юношеский чемпионат мира по футболу               | Албания · Андорра · Армения · Австрия · Беларусь · Бельгия · Босния и Герцеговина · Болгария · Хорватия · Республика Кипр · Чехия · Дания · Эстония · Финляндия · Франция · Грузия · Германия · Греция · Венгрия · Исландия · Ирландия · Израиль · Италия · Казахстан · Республика Косово · Латвия · Лихтенштейн · Литва · Люксембург · Мальта · Молдова · Нидерланды · Норвегия · Польша · Португалия · Румыния · Россия · Сан-Марино · Сербия · Словакия · Словения · Испания · Швеция · Швейцария · Турция · Украина · Великобритания                                 | До 2016                                      |
| Чемпионат мира по футболу среди девушек до 20 лет | Албания · Андорра · Армения · Австрия · Беларусь · Бельгия · Босния и Герцеговина · Болгария · Хорватия · Республика Кипр · Чехия · Дания · Эстония · Фарерские острова · Финляндия · Франция · Грузия · Германия · Греция · Венгрия · Исландия · Ирландия · Израиль · Италия · Казахстан · Республика Косово · Латвия · Литва · Люксембург · Флаг Северной Македонии · Мальта · Молдова · Нидерланды · Норвегия · Польша · Португалия · Румыния · Россия · Сан-Марино · Сербия · Словакия · Словения · Испания · Швеция · Швейцария · Турция · Украина · Великобритания | До 2016                                      |
| Чемпионат мира по футболу среди девушек до 17 лет | Албания · Андорра · Армения · Австрия · Беларусь · Бельгия · Босния и Герцеговина · Болгария · Хорватия · Республика Кипр · Чехия · Дания · Эстония · Финляндия · Франция · Грузия · Греция · Венгрия · Исландия · Ирландия · Израиль · Италия · Казахстан · Республика Косово · Латвия · Лихтенштейн · Литва · Люксембург · Мальта · Молдова · Нидерланды · Норвегия · Польша · Португалия · Румыния · Россия · Сан-Марино · Сербия · Словакия · Словения · Испания · Швеция · Швейцария · Турция · Украина · Великобритания                                            | До 2016                                      |
| Чемпионат мира по пляжному футболу                | Албания · Андорра · Армения · Австрия · Беларусь · Бельгия · Босния и Герцеговина · Болгария · Хорватия · Республика Кипр · Чехия · Дания · Эстония · Финляндия · Франция · Грузия · Греция · Венгрия · Исландия · Ирландия · Израиль · Италия · Республика Косово · Латвия · Лихтенштейн · Литва · Люксембург · Флаг Северной Македонии · Мальта · Молдова · Монако · Нидерланды · Норвегия · Польша · Португалия · Румыния · Россия · Сан-Марино · Сербия · Словакия · Словения · Испания · Швеция · Швейцария · Турция · Украина · Великобритания                     |                                              |
| Лига наций УЕФА                                   | Дания | Все матчи вживую до 2021                     |
| Квалификация чемпионата Европы по футболу         | Дания | Все матчи вживую до 2022                     |
| UEFA Teams Home Internationals                    | Дания | Все матчи вживую до 2022                     |
| Лига Европы УЕФА                                  | Дания · Швеция | Все матчи вживую до 2021                     |
| Лига чемпионов УЕФА среди женщин                  | Албания · Андорра · Армения · Австрия · Беларусь · Бельгия · Босния и Герцеговина · Болгария · Хорватия · Республика Кипр · Чехия · Дания · Эстония · Финляндия · Франция · Грузия · Германия · Греция · Венгрия · Исландия · Ирландия · Израиль · Италия · Казахстан · Республика Косово · Латвия · Лихтенштейн · Литва · Люксембург · Мальта · Молдова · Нидерланды · Норвегия · Польша · Португалия · Румыния · Россия · Сан-Марино · Сербия · Словакия · Словения · Испания · Швеция · Швейцария · Турция · Украина · Великобритания                                 |                                              |
| Кубок африканских наций                           | Албания · Андорра · Австрия · Беларусь · Бельгия · Босния и Герцеговина · Хорватия · Чехия · Республика Кипр · Дания · Эстония · Финляндия · Грузия · Германия · Греция · Венгрия · Исландия · Ирландия · Израиль · Казахстан · Республика Косово · Латвия · Лихтенштейн · Литва · Люксембург · Мальта · Молдова · Нидерланды · Норвегия · Польша · Португалия · Румыния · Россия · Сербия · Словакия · Словения · Испания · Швеция · Швейцария · Турция · Украина · Великобритания                                                                                      | Все матчи в прямом эфире в 2017 году         |
| Сборная Германии по футболу (до 21 года)          | Германия | Большинство отборочных и товарищеских матчей |
| Чемпионат Франции по футболу среди женщин         | Франция |                                              |
| Английская Премьер-лига                           | Дания · Румыния | До 2019                                      |
| Бундеслига                                        | Албания · Босния и Герцеговина · Болгария · Хорватия · Эстония · Венгрия · Латвия · Литва · Флаг Северной Македонии · Черногория · Сербия · Словения · Германия · Австрия · Лихтенштейн · Швейцария |                                              |
| Вторая Бундеслига                                 | Германия · Австрия · Лихтенштейн · Швейцария |                                              |
| Суперкубок Германии по футболу                    | Албания · Босния и Герцеговина · Болгария · Хорватия · Эстония · Венгрия · Латвия · Литва · Флаг Северной Македонии · Черногория · Сербия · Словения · Германия · Австрия · Лихтенштейн · Швейцария |                                              |
| Major League Soccer                               | Албания · Андорра · Армения · Австрия · Беларусь · Бельгия · Босния и Герцеговина · Болгария · Хорватия · Чехия · Дания · Эстония · Финляндия · Франция · Грузия · Германия · Греция · Венгрия · Исландия · Италия · Казахстан · Республика Косово · Латвия · Лихтенштейн · Литва · Люксембург · Флаг Северной Македонии · Молдова · Черногория · Нидерланды · Норвегия · Польша · Португалия · Румыния · Россия · Сан-Марино · Сербия · Словакия · Словения · Испания · Швеция · Швейцария · Турция · Украина · Ватикан                                                 | До 2019                                      |
| Экстракласса                                      | Албания · Андорра · Армения · Беларусь · Босния и Герцеговина · Хорватия · Чехия · Дания · Эстония · Финляндия · Франция · Грузия · Греция · Венгрия · Исландия · Италия · Республика Косово · Латвия · Литва · Молдова · Черногория · Нидерланды · Норвегия · Польша · Румыния · Россия · Сан-Марино · Словакия · Словения · Испания · Швеция · Турция · Украина |                                              |
| Датская суперлига                                 | Дания |                                              |
| Кубок Англии по футболу                           | Дания |                                              |
| Английская футбольная лига                        | Испания · Норвегия | До 2019                                      |
| Кубок АФЛ                                         | Дания · Норвегия |                                              |
| Кубок Франции по футболу                          | Франция · Индия | До 2019                                      |
| Международный кубок чемпионов                     | Дания · Финляндия · Норвегия · Швеция |                                              |

## Комментаторы и эксперты Eurosport

### Международное вещание
- Матс Виландер (теннис)
- Барбара Шетт (теннис)
- Джон Макинрой (теннис)
- Алекс Коретха (теннис)
- Патрик Муратоглу (теннис)
- Борис Беккер (теннис)
- Альберто Контадор (велоспорт)
- Хуан Антонио Флеча (велоспорт)
- Брэдли Уиггинс (велоспорт)
- Ронни О’Салливан (снукер)
- Джимми Уайт (снукер)
- Боде Миллер (горнолыжный спорт)
- Тина Мазе (горнолыжный спорт)
- Том Кристенсен (автоспорт)

### Российское вещание
- Сергей Курдюков (биатлон, лыжные гонки, прыжки с трамплина и велоспорт)
- Борис Боровский (теннис)
- Владимир Андреев (горные лыжи)
- Анна Чакветадзе (теннис)
- Владас Ташев (Ласицкас) (теннис, футбол и боулинг)
- Владимир Башмаков (автоспорт)
- Сергей Беднарук (автомотоспорт)
- Дмитрий Дуличенко (футбол)
- Николай Саприн (теннис, футбол, плавание, лыжные гонки)
- Анна Дмитриева (теннис)
- Александр Метревели (теннис)
- Андрей Голованов (хоккей и санный спорт)
- Анастасия Мыскина (теннис)
- Андрей Кузнецов (теннис)
- Николай Круглов (биатлон)
- Вера Звонарёва (теннис)
- Владимир Синицын (снукер)
- Елена Дементьева (теннис)
- Отар Мамучашвили (велоспорт, прыжки с трамплина)
- Александр Каливод (теннис)
- Анастасия Кольцова (стрельба из лука, настольный теннис, горные лыжи, пятиборье, гандбол)
- Александр Кабановский (автоспорт)
- Никита Глазунов (теннис и автоспорт)
- Олег Дерябин (кёрлинг, шары)
- Евгений Чен (лёгкая атлетика)
- Игорь Кытманов (футбол)
- Максим Янчевский (теннис)
- Илья Геец (теннис)
- Андрей Кондрашов (лыжные гонки, прыжки на лыжах с трамплина, биатлон)
- Кирилл Дышловой (теннис)
- Всеволод Соловьёв (лыжные гонки, биатлон)
- Георгий Шаков (теннис)
- Андрей Арих (лыжные гонки)
- Александр Собкин (теннис)

## Доля Eurosport 1
Eurosport, будучи международным каналом, значительно отличается по популярности в разных странах. На рисунках ниже показана доля Eurosport 1 в общем просмотре в некоторых странах.
| Страна          | 2003  | 2004  | 2005  | 2006  | 2007  | 2008  | 2009  | 2010  | 2011  | 2012  | 2013  | 2014  | 2015  | 2016  |
| --------------- | ----- | ----- | ----- | ----- | ----- | ----- | ----- | ----- | ----- | ----- | ----- | ----- | ----- | ----- |
| Болгария        |       |       |       |       | 0,5 % | 0,6 % |       |       |       |       |       |       |       |       |
| Финляндия (10+) |       |       |       |       | 0,6 % | 0,7 % | 0,7 % |       | 1,0 % |       |       |       |       |       |
| Франция         |       |       | 1,9 % | 1,4 % | 1,6 % | 1,4 % |       |       | 0,6 % |       |       |       |       |       |
| Италия          |       |       |       |       |       | 0,0 % |       |       |       |       |       |       |       |       |
| Германия (3+)   |       |       |       | 0,9 % | 1,0 % | 0,9 % | 0,9 % | 0,7 % | 0,7 % | 0,7 % | 0,7 % | 0,6 % | 0,7 % | 0,6 % |
| Нидерланды (6+) | 0,8 % | 0,8 % | 0,9 % | 0,9 % | 0,9 % | 0,9 % | 0,8 % | 0,8 % | 0,9 % | 0,9 % | 0,7 % | 0,6 % | 0,7 % | 0,6 % |
| Польша (4+)     |       |       |       | 0,5 % | 0,5 % | 0,5 % |       |       | 0,6 % | 0,8 % |       |       |       |       |
| Румыния (4+)    |       |       |       |       |       | 0,7 % |       |       |       |       |       |       |       |       |
| Швеция (3-99)   |       |       |       | 1,6 % | 1,4 % | 0,9 % |       |       | 0,6 % |       |       |       |       |       |
| Великобритания  |       |       |       | 0,3 % | 0,2 % | 0,2 % |       |       |       |       |       |       |       |       |

## Показатели деятельности
Согласно исследованию компании «Медиалогия», Eurosport находился в России на 13 месте в ТОП―20 самых цитируемых СМИ спортивной отрасли за 2020 год.